# Prijenos očinskog mtDNK-a
Prijenos očinskog mtDNK-a odnosno nasljeđivanje očinskog mtDNK-a u mitohondrijskoj genetici odnosi se na pojavu kad mitohondrijski DNK (mtDNK) prelazi s oca na potomstvo. Pojava je uočena u malom broju vrsta. Uglavnom se mtDNK prenosi od majke na potomstvo čineći ga primjerom nemendelovskog nasljeđivanja. Naprotiv, kod određenih vrsta školjkaša prijenos mtDNK obaju roditelja javlja se redovito.
Kod biljaka je zabilježeno da se mitohondrijski DNK povremeno naslijedi od očinske strane, na primjer kod banana. Neke četinjače također pokazuju nasljeđivanje očinskog mitohondrijskog DNK-a kao što je obalna sekvoja, Sequoia sempervirens.
Kod životinja prijenos varira. Kod školjkaša Mytilidae očinski mtDNK prenosi se spermom i etablira se samo u muškim gonadama. Testiranjem 172 ovaca, Mitohondrijski DNK triju janjaca iz dviju polubratskih porodica bio je prenesen po očinskoj liniji. Zabilježeni su dokazi prijenosa očinskog mtDNK-a kao integralni dio nasljeđivanja kod Drosophile simulans.